# Žanovec měchýřník

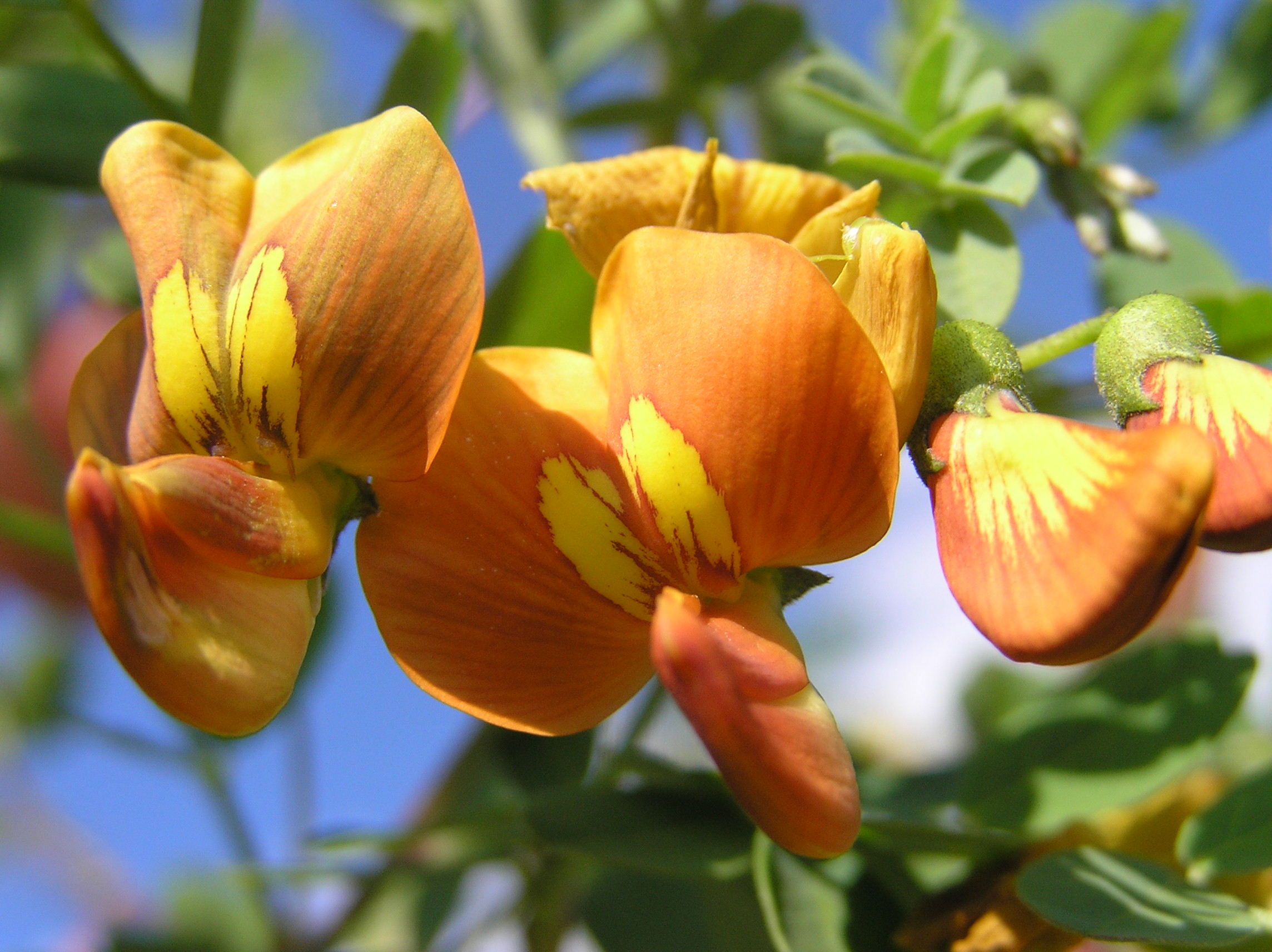
Motýlovité květy

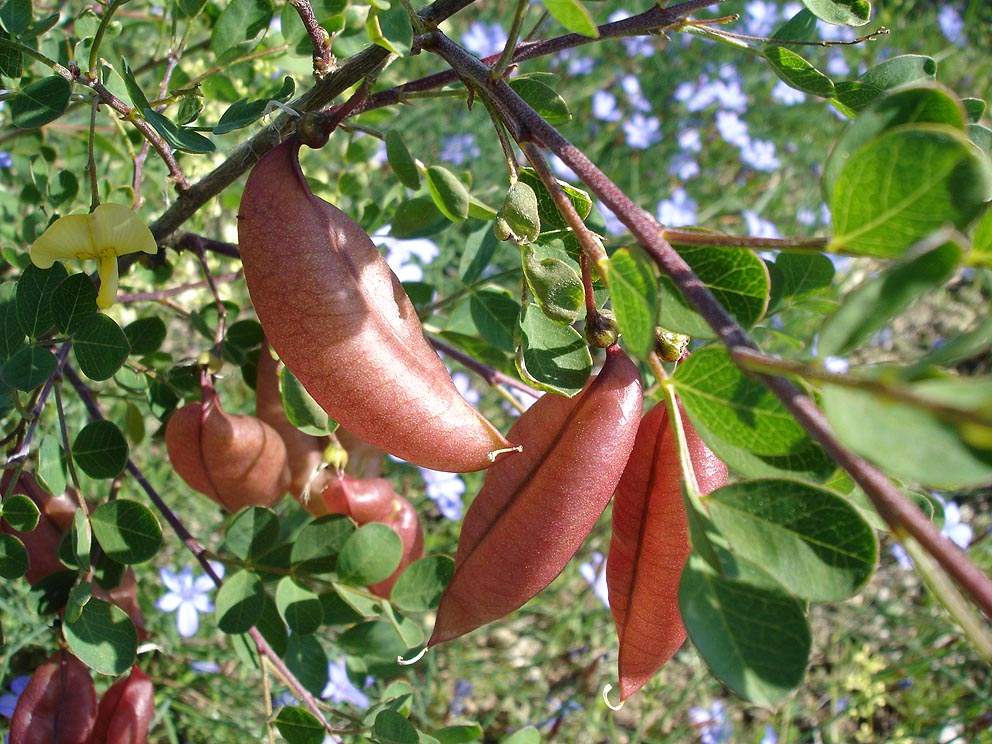
Dozrávající plody

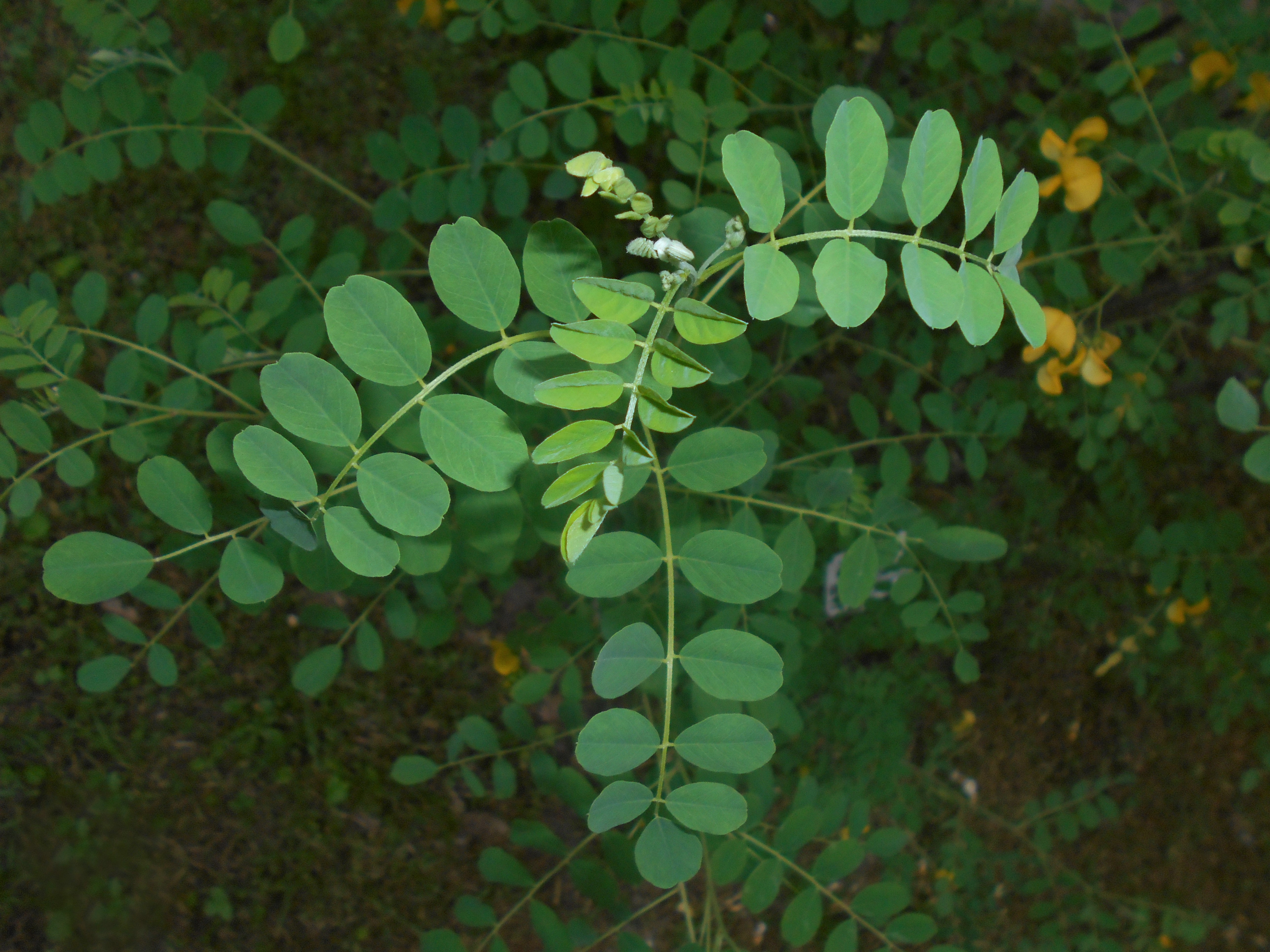
Listy

Žanovec měchýřník (Colutea arborescens) je až čtyři metry vysoký, opadavý, netrnitý keř kvetoucí nápadnými žlutými květy, které jsou později nahrazeny nicími, blanitými, silně nafouklými lusky. Bývá vysazován jako okrasná dřevina v parcích, odkud občas zplaňuje do volné přírody. V Česku je považován za zdomácnělý, úmyslně zavlečený neofyt, jenž byl nalezen v české krajině již v roce 1819.

## Rozšíření
Tato mrazuvzdorná dřevina má centrum výskytu v jižní Evropě, do střední a východní Evropy se rozšířila až druhotně. Za původní oblast vzniku je na jihozápadě považované Španělsko, Francie, Itálie a na jihovýchodě státy Balkánu, Rumunsko, Bulharsko, včetně evropské části Turecka. Zasahuje částečně i severním směrem, na jih střední Evropy; severní hranice původního rozšíření probíhá nejteplejšími, jižními oblastmi Slovenska.
Druhotně byla rostlina rozšířena po Evropě severozápadní (Velká Británie), střední (Německo, Švýcarsko, Rakousko, Maďarsko, Česko) i východní (Pobaltí, Ukrajina, Bělorusko, Rusko) až za Ural do Střední Asie i na severní Kavkaz. Dostala se také na sever Afriky, do severovýchodní Číny, na území Spojených států amerických i do východní oblasti Jižní Ameriky.
V Evropě se nesnadno určuje jeho původní areál. Žanovec měchýřník byl v minulosti vysazován do volné přírody, kde se mu ve středoevropských podmínkách dobře daří a na některých místech působí dojmem původního druhu. To je i případ, kdy byl oklamán i na slovo vzatý odborník Karel Domin, který jeho výskyt na vrchu Čebínka u Kuřimi nesprávně vyhodnotil jako původní. V Česku se s touto dřevinou ponejvíce setkáme v teplejších oblastech státu, kde jej nalezneme vysázenou na náspech, podél cest nebo u železničních tratí.

## Ekologie
Roste na suchých, výslunných stráních buď solitérně nebo v křovinatých seskupeních, stejně jako v teplomilných společenstvech na lemech doubrav, po okrajích vinic, podél silnic, plotů i na volných prostranstvích v intravilánech měst, často na půdách nutričně velmi chudých. Tento fanerofyt s fenologickým optimem od května do srpna se nejčastěji vyskytuje na vápencových a jiných bazických podložích v planárním až kolinním stupni. Jedná se o zcela nenáročný keř, který dobře snáší sucho, zastínění a nevadí mu znečistěné ovzduší či větrná poloha, ale nestrpí podmáčené stanoviště či blízkost mořského pobřeží. Ve vyšších polohách v tuhých zimách při teplotách pod -20 °C namrzá, ale vždy dokonale regeneruje. Kvete v květnu až červenci, plody dozrávají od července až října. Rostliny mají počet chromozomů 2n = 16 a stupeň ploidie x = 2.

## Popis
Hustě větvený, beztrnný, 2 až 4 m vysoký keř s mělce rýhovanými větvemi, porostlý opadavými, 6 až 15 cm dlouhými listy. Střídavě vyrůstající listy jsou složené, mají trojúhelníkovité palisty, krátké řapíky a tři až sedm párů lístků. Vstřícně vyrůstající, slabě kožovité lístky s drobnými řapíčky jsou dlouhé 10 až 25 mm a široké 6 až 18 mm. Jsou celokrajné, široce eliptické až obvejčité a na vrcholu okrouhlé, špičaté nebo vykrojené, na lícní straně jsou zelené až žlutozelené a lysé, na rubové nasivělé a roztroušeně chlupaté.
Květy jsou asi 2,5 cm velké, žluté a společně vytvářejí dlouze stopkatá, úžlabní, dvou až osmikvětá hroznovitá květenství. Nicí květy jsou na stopkách asi 1 cm dlouhých, které vyrůstají z paždí vejčitě kopinatých, blanitých listenů. Pětičetný kalich je zvonkovitý, trojúhelníkovité zuby má asi 5 mm dlouhé, na vrcholu špičaté a krátce chlupaté. Pyskatá koruna je dlouhá 16 až 20 mm a zlatožlutá, až 2 cm velká pavéza mívá červené až červenohnědé žilky, křídla jsou kratší a užší a člunek bývá přibližně stejně dlouhý jako pavéza. V květu je deset tyčinek, devět z nich má dohromady srostlé nitky a desátá, horní, je volná. Semeník na stopce má téměř pravoúhle zahnutou, v horní části ztluštělou čnělku s drobnou bliznou. Květy jsou opylovány hmyzem, nejčastěji drvodělkami, pro drobnější včely medonosné bývá obtížné rozevírat tuhé okvětí tak velkého květu.
Plod je nicí, podlouhlý, silně nafouklý, blanitý, nepukavý lusk, který je světle šedohnědý až pískově hnědý, bývá dlouhý 4 až 8 cm, široký asi 2 cm a na vrcholu má krátký zobáček. Obsahuje tři až osmnáct černohnědých semen srdčitého či ledvinovitého tvaru dlouhých asi 5 mm.

## Rozmnožování
Dřevina se může rozmnožovat vegetativně i generativně. Řízky napůl vyzrálého dřeva s patkou, dlouhé asi 10 cm, se sázejí v červenci a srpnu do studeného pařeniště. Semena klíčí pomalu a nespolehlivě, obvykle při 20 °C vyklíčí za jeden až tři měsíce, tento proces může uspíšit skarifikace. Semenáče první zimu přečkávají ve skleníku.

## Toxicita
Rostlina je považována za toxickou, listy obsahují cyklitoly, např. pinitol, který na lidský organismus působí močopudně a projímavě. V semenech jsou zase toxické aminokyseliny, např. kanavanin, otrava se po případném požití plodů či semen projevuje zvracením.